# Eusarca aspilataria
Eusarca aspilataria là một loài bướm đêm trong họ Geometridae.